# غرة (فراشة)
غَرَّة (الاسم العلمي: Anthocharis)، جنس حشرات فراشية من فصيلة الكرنبيات. توجد أنواعه في مواطن القارة الشمالية.